# Gelenkte Volkswirtschaft
Als eine gelenkte Volkswirtschaft bezeichnet man einen Wirtschaftsraum, in dem der Staat stark in die privaten wirtschaftlichen Prozesse eingreift. Es handelt sich dabei dennoch nicht um Zentralverwaltungswirtschaft oder Abkömmlinge dieser, da immer eine Marktwirtschaft im Hintergrund wirkt. Man spricht auch von einer „vom Staat gelenkten Privatwirtschaft“ (etatistische Volkswirtschaft).
Gelenkte Volkswirtschaften sind unter anderem gekennzeichnet durch eine hohe Verzahnung von Wirtschaft und Politik, eine große Beteiligung des Staates an öffentlich bedeutsamen Unternehmen (typischerweise: Post, Telekommunikation, Eisenbahn, neue Technologien), eine wirtschaftlich aktive Bürokratie, starke Regulierung sowie starke staatliche Eingriffe in die Wirtschaft, zum Beispiel durch die Vorgaben der Wirtschafts-, Wettbewerbs-, Forschungs- und Arbeitsmarktpolitik.
Ein starker staatlicher Eingriff wird vor allem in Entwicklungsländern oft damit begründet, dass ein Prozess der Industrialisierung in Gang gesetzt werden soll. Gelingt dies, ist oft ein Verharren des Staates als Kontrollinstanz zu beobachten (beispielsweise in Indien, Italien, Südkorea oder Singapur). Auch kommt es vor, dass nach gelungenem Aufbau bestimmter Industrien notwendige Rationalisierungen unterbleiben. Im Zuge der fortschreitenden Handelsliberalisierung und der zunehmenden Globalisierung wächst jedoch der Druck auf gelenkte Volkswirtschaften, die Märkte zu öffnen und die Verflechtungen zwischen Staat und Wirtschaft zu lösen, zum Beispiel durch Privatisierungen und Deregulierungen wie etwa in Frankreich nach 1983.

## Etymologie
Es gibt zwar keine allgemeine Definition einer gemischten Wirtschaft, aber es gibt im Allgemeinen zwei wichtige Definitionen, von denen eine politisch und die andere unpolitisch ist. Die politische Definition einer gemischten Wirtschaft bezieht sich auf den Grad des staatlichen Interventionismus in einer Marktwirtschaft und stellt dar, dass der Staat unter der Annahme, dass der Markt der natürliche Mechanismus für die Ressourcenzuweisung ist, in den Markt eingreift. Die politische Definition beschränkt sich auf kapitalistische Ökonomien und schließt eine Ausweitung auf nichtkapitalistische Systeme aus, die sich mit der öffentlichen Ordnung und dem staatlichen Einfluss auf dem Markt befassen.
Die unpolitische Definition bezieht sich auf Muster der Eigenverantwortung und der Verwaltung von Wirtschaftsunternehmen in einer Volkswirtschaft. Die unpolitische Definition der gemischten Wirtschaft bezieht sich streng auf eine Mischung aus öffentlichem und privatem Eigentum von Unternehmen in der Wirtschaft und ist unbekümmert mit politischen Formen und öffentlicher Ordnung.

### Geschichte
Der Begriff gemischte Wirtschaft entstand im Kontext der politischen Debatte im Vereinigten Königreich in der Nachkriegszeit, obwohl die später mit dem Begriff verbundenen Politikformen zumindest aus den 1930er Jahren befürwortet worden waren. Unterstützer der gemischten Wirtschaft, darunter R. H. Tawney, Anthony Crosland und Andrew Shonfield wurden hauptsächlich mit der Labour Party in Verbindung gebracht, obwohl ähnliche Ansichten von Konservativen wie Harold Macmillan geäußert wurden. Kritiker der gemischten Wirtschaft, darunter Ludwig von Mises und Friedrich von Hayek, argumentierten, dass es keinen dauerhaften Mittelweg zwischen Wirtschaftsplanung und Marktwirtschaft geben könne und jede Bewegung in Richtung sozialistischer Planung ein unbeabsichtigter Schritt in Richtung des „hilairischen Blocks“ sei.

## Politische Philosophie
Im unpolitischen Sinne wird der Begriff gemischte Wirtschaft verwendet, um Wirtschaftssysteme zu beschreiben, die verschiedene Elemente von Marktwirtschaft und Planwirtschaft kombinieren. Da die meisten politisch-ökonomischen Ideologien in einem idealisierten Sinn definiert werden, existiert das, was selten – wenn überhaupt – in der Praxis beschrieben wird. Die meisten würden es nicht für unangemessen halten, eine Wirtschaft zu bezeichnen, die zwar keine perfekte Darstellung ist, aber einem Ideal sehr nahe ist, indem sie die Rubrik anwenden, die dieses Ideal bezeichnet. Wenn ein betreffendes System jedoch in erheblichem Maße von einem idealisierten Wirtschaftsmodell oder einer idealisierten Ideologie abweicht, kann die Aufgabe, es zu identifizieren, problematisch werden. Daher wurde der Begriff gemischte Wirtschaft geprägt. Da es unwahrscheinlich ist, dass eine Wirtschaft eine vollkommen gleichmäßige Mischung enthalten wird, werden gemischte Volkswirtschaften in der Regel als in Richtung Privateigentum oder öffentliches Eigentum, hin zu Kapitalismus oder Sozialismus oder hin zu einer Marktwirtschaft oder Kommandowirtschaft in unterschiedlichem Ausmaß bezeichnet.

### Katholische Soziallehre
Der Jesuitenautor David Hollenbach argumentierte, dass die katholische Soziallehre eine „neue Form“ gemischter Wirtschaft erfordert. Er verweist auf die Aussage von Papst Pius XI., dass die Regierung „den Mitgliedern des sozialen Körpers Hilfe geben sollte, sie aber niemals zerstören oder absorbieren darf“. Hollenbach schreibt, dass eine sozial gerechte Mischwirtschaft die Zusammenarbeit von Arbeit, Management und Staat durch ein pluralistisches System beinhaltet, das die Wirtschaftsmacht weit verteilt.

### Faschismus
Obwohl der Faschismus in erster Linie eine politische Ideologie ist, die die Bedeutung kultureller und sozialer Fragen gegenüber der Wirtschaft betont, unterstützt der Faschismus im Allgemeinen eine breit kapitalistische gemischte Wirtschaft. Der Faschismus unterstützt einen staatlichen Interventionismus in Märkten und Privatunternehmen, zusammen mit einem korporatistischen Rahmen, der als „dritte Position“ bezeichnet wird und angeblich darauf abzielt, ein Mittelweg zwischen Sozialismus und Kapitalismus zu sein, indem arbeits- und Geschäftsstreitigkeiten vermittelt werden, um die nationale Einheit zu fördern. Die faschistischen Regime des 20. Jahrhunderts in Italien und Deutschland verabschiedeten große öffentliche Bauprogramme, um ihre Wirtschaft anzukurbeln, den staatlichen Interventionismus in den weitgehend vom Privatsektor dominierten Volkswirtschaften, um die Aufrüstung und nationale Interessen zu fördern. Gelehrte haben Parallelen zwischen dem amerikanischen New Deal und den vom Faschismus geförderten öffentlichen Bauprogrammen gezogen und argumentiert, dass der Faschismus in ähnlicher Weise als Reaktion auf die Bedrohung durch die sozialistische Revolution entstanden sei und in ähnlicher Weise darauf abzielte, „Kapitalismus“ und Privateigentum zu retten.

### Sozialdemokratie
In der frühen Nachkriegszeit in Westeuropa lehnten die sozialdemokratischen Parteien das in der Sowjetunion damals aktuelle stalinistische politische und wirtschaftliche Modell ab und verpflichteten sich entweder zu einem alternativen Weg zum Sozialismus oder zu einem Kompromiss zwischen Kapitalismus und Sozialismus. In dieser Zeit begrüßten die Sozialdemokraten eine gemischte Wirtschaft, die auf der Vorherrschaft des Privateigentums beruhte und nur eine Minderheit wesentlicher Versorgungsunternehmen und öffentlicher Dienstleistungen in öffentlichem Eigentum war. Infolgedessen wurde die Sozialdemokratie mit der keynesianischen Ökonomie, dem staatlichen Interventionismus und dem Wohlfahrtsstaat in Verbindung gebracht, während sie das vorherige Ziel aufgab, das kapitalistische System (Faktormärkte, Privateigentum und Lohnarbeit) durch ein qualitativ anderes sozialistisches Wirtschaftssystem zu ersetzen.

### Sozialismus
Gemischte Volkswirtschaften, die als eine Mischung aus verstaatlichten und privaten Unternehmen verstanden werden, wurden von verschiedenen Sozialisten als notwendige Übergangsform zwischen Kapitalismus und Sozialismus vorhergesagt und befürwortet. Darüber hinaus wird in einer Reihe von Vorschlägen für sozialistische Systeme eine Mischung verschiedener Formen des Unternehmenseigentums, einschließlich einer Rolle für private Unternehmen, gefordert. So skizziert Alexander Noves Konzept des realisierbaren Sozialismus ein Wirtschaftssystem, das auf einer Kombination von Staatsunternehmen für Großindustrien, Arbeiter- und Konsumgenossenschaften, Privatunternehmen für kleinteilige Betriebe und Einzelunternehmen beruht.
Der sozialdemokratische Theoretiker Eduard Bernstein plädierte für eine Form der gemischten Wirtschaft, da er glaubte, dass ein gemischtes System von öffentlicher, kooperativer und privater Unternehmung für eine lange Zeit notwendig wäre, bevor sich der Kapitalismus von selbst zum Sozialismus entwickeln würde.
Die Volksrepublik China hat eine sozialistische Marktwirtschaft angenommen, die nach Ansicht der Kommunistischen Partei Chinas eine frühe Phase der sozialistischen Entwicklung darstellt. Die kommunistische Partei vertritt die marxistisch-leninistische Position, dass ein Wirtschaftssystem mit unterschiedlichen Eigentumsformen – wobei der öffentliche Sektor eine entscheidende Rolle spielt – ein notwendiges Merkmal einer Wirtschaft in der Vorstufe der Entwicklung des Sozialismus ist.
Die Sozialistische Republik Vietnam beschreibt ihre Wirtschaft als eine sozialistisch orientierte Marktwirtschaft, die aus einer Mischung aus öffentlichen, privaten und kooperativen Unternehmen besteht – einer gemischten Wirtschaft, die auf die langfristige Entwicklung einer sozialistischen Wirtschaft ausgerichtet ist.

## Typologie

### Mischung aus freien Märkten und staatlicher Intervention
Diese Bedeutung einer gemischten Wirtschaft bezieht sich auf eine Kombination von Marktkräften mit staatlichen Eingriffen in Form von Regulierungen, makroökonomischer Politik und Sozialhilfemaßnahmen zur Verbesserung der Marktergebnisse. Daher fällt diese Art der gemischten Wirtschaft unter den Rahmen einer kapitalistischen Marktwirtschaft, mit makroökonomischen Interventionen, die darauf abzielen, die Stabilität des Kapitalismus zu fördern. Weitere Beispiele für gemeinsame Regierungsaktivitäten in dieser Form der gemischten Wirtschaft sind Umweltschutz, die Aufrechterhaltung von Beschäftigungsstandards, ein standardisiertes Sozialsystem und die Aufrechterhaltung des Wettbewerbs.
Die meisten modernen marktorientierten Volkswirtschaften fallen in diese Kategorie, einschließlich der Wirtschaft der Vereinigten Staaten. Der Begriff wird auch verwendet, um die Volkswirtschaften von Ländern zu beschreiben, die über umfangreiche Wohlfahrtsstaaten wie das nordische Modell der nordischen Länder verfügen, die freie Märkte mit einem ausgedehnten Wohlfahrtsstaat verbinden.
Die deutsche Sozialmarktwirtschaft ist die Wirtschaftspolitik des modernen Deutschlands, die im Rahmen einer privaten Marktwirtschaft einen Mittelweg zwischen den Zielen der Sozialdemokratie und des Kapitalismus einschlägt und das Gleichgewicht zwischen einem hohen Wirtschaftswachstum, niedriger Inflation, niedrigen Arbeitslosigkeit, guten Arbeitsbedingungen, gemeinen Wohlfahrts- und öffentlichen Dienstleistungen durch staatliche Interventionen aufrechterhalten will. Unter seinem Einfluss entwickelte sich Deutschland aus Verwüstung und Niederlage zu einem Industriegiganten innerhalb der Europäischen Union.
Die American School ist die Wirtschaftsphilosophie, die die nationale Politik der Vereinigten Staaten von der Zeit des amerikanischen Bürgerkriegs bis zur Mitte des zwanzigsten Jahrhunderts dominierte.[41] Sie bestand aus drei zentralen politischen Initiativen: dem Schutz der Industrie durch hohe Zölle (1861–1932), der Umstellung auf Subventionen und Gegenseitigkeit von 1932 bis 1970, staatlichen Infrastrukturinvestitionen durch interne Verbesserungen und einer nationalen Bank zur Förderung des Wachstums produktiver Unternehmen. Während dieser Zeit wuchsen die Vereinigten Staaten zur größten Volkswirtschaft der Welt heran und übertrafen das Vereinigte Königreich 1880.

### Mischung aus privatem und öffentlichem Unternehmen
Diese Art der gemischten Wirtschaft bezieht sich speziell auf eine Mischung aus privatem und öffentlichem Eigentum der Industrie und den Produktionsmitteln. Als solches wird er manchmal als „Mittelweg“ oder Übergangsstaat zwischen Kapitalismus und Sozialismus bezeichnet, kann aber auch auf eine Mischung aus Staatskapitalismus und Privatkapitalismus verweisen.
Beispiele hierfür sind die Volkswirtschaften Chinas, Norwegens, Singapurs und Vietnams, die alle große staatliche Unternehmenssektoren umfassen, die neben großen privaten Sektoren tätig sind. Die französische Wirtschaft war von 1945 bis 1986 von einem großen staatlichen Sektor vertreten, der eine beträchtliche Anzahl staatlicher Unternehmen und verstaatlichte Unternehmen mit privaten Unternehmen vermischte.
Nach den 1978 eingeleiteten chinesischen Wirtschaftsreformen hat die chinesische Wirtschaft ihre staatseigenen Unternehmen reformiert und den privaten Unternehmen mehr Spielraum für die Zusammenarbeit mit dem Staat und den kollektiven Sektoren eingeräumt. In den 1990er Jahren konzentrierte sich die Zentralregierung auf strategische Wirtschaftssektoren, aber lokale und provinzielle staatseigene Unternehmen sind weiterhin in fast allen Branchen tätig, einschließlich Informationstechnologie, Automobilen, Maschinen und Gastgewerbe. In der jüngsten Runde der 2013 eingeleiteten Reform des Staatsunternehmens wurden die Erhöhung der Dividendenausschüttungen staatlichen eine Regierungs- und Mischeigentumsreform, die teilweise private Investitionen in staatseigene Unternehmen umfasst. Infolgedessen befinden sich viele nominell private Unternehmen teilweise im Staatsbesitz verschiedener Staatlicher und staatlicher institutioneller Investoren; und viele staatliche Unternehmen befinden sich teilweise in Privatbesitz, was zu einer gemischten Eigentumswirtschaft führt.

### Mischung aus Märkten und Wirtschaftsplanung
Diese Art der gemischten Wirtschaft bezieht sich auf eine Kombination von Wirtschaftsplanung mit Marktkräften zur Führung der Produktion in einer Volkswirtschaft und kann mit einer Mischung aus privaten und öffentlichen Unternehmen zusammenfallen. Sie kann kapitalistische Volkswirtschaften mit indikativer makroökonomischer Planungspolitik und sozialistische Planwirtschaften einschließen, die Marktkräfte in ihre Volkswirtschaften eingeführt haben.
Dirigismus war eine Wirtschaftspolitik, die unter Charles de Gaulle in Frankreich initiiert wurde und eine Wirtschaft bezeichnete, in der die Regierung durch indikative Wirtschaftsplanung starken Einfluss auf die Richtlinien ausübt. In der Zeit des Dirigismus nutzte der französische Staat eine indikative Wirtschaftsplanung, um die Marktkräfte zur Steuerung seiner Marktwirtschaft zu ergänzen. Sie umfasste die staatliche Kontrolle von Industrien wie Transport-, Energie- und Telekommunikationsinfrastrukturen sowie verschiedene Anreize für private Unternehmen, bestimmte Projekte zu fusionieren oder sich an bestimmten Projekten zu beteiligen. Unter seinem Einfluss erlebte Frankreich so genannte Dreißig glorreiche Jahre tiefen Wirtschaftswachstums.
Ungarn leitete 1968 die Reformen des neuen Wirtschaftsmechanismus ein, die Marktprozesse in seine Planwirtschaft einführten. Nach diesem System befanden sich die Unternehmen noch in öffentlichem Besitz, unterliegen aber nicht den in einem nationalen Plan festgelegten physischen Produktionszielen und Produktionsquoten. Die Unternehmen wurden an staatliche Ministerien angeschlossen, die die Befugnis hatten, sie zu fusionieren, aufzulösen und neu zu organisieren, und die den operativen Sektor des Unternehmens begründeten. Die Unternehmen mussten ihre Vorleistungen erwerben und ihre Produktionen auf Märkten verkaufen, was schließlich an der Planwirtschaft sowjetischen Stils erodierte.
Im Jahr 2010 schrieb der australische Ökonom John Quiggin: „Die Erfahrung des 20. Jahrhunderts legt nahe, dass eine gemischte Wirtschaft sowohl die zentrale Planung als auch das Laissez-faire übertreffen wird. Die eigentliche Frage für politische Debatten besteht darin, die richtige Mischung und die Art und Weise zu bestimmen, wie der öffentliche und der private Sektor interagieren sollten.“

## Kritik
Zahlreiche Ökonomen haben die Gültigkeit des gesamten Konzepts einer gemischten Wirtschaft in Frage gestellt, wenn sie als eine Mischung aus Kapitalismus und Sozialismus verstanden werden.
In Human Action argumentierte Ludwig von Mises, dass es keine Mischung aus Kapitalismus und Sozialismus geben könne – weder Marktlogik noch Wirtschaftsplanung müsse eine Wirtschaft dominieren. Mises führte zu diesem Punkt aus, indem er behauptete, dass selbst wenn eine Marktwirtschaft zahlreiche staatliche oder verstaatlichte Unternehmen enthalte, dies die Wirtschaft nicht durcheinander bringen würde, da die Existenz solcher Organisationen nichts an den grundlegenden Merkmalen der Marktwirtschaft ändert. Diese öffentlichen Unternehmen würden weiterhin der Markthoheit unterliegen, da sie Investitionsgüter über Märkte erwerben, versuchen müssten, Gewinne zu maximieren oder zumindest zu versuchen, die Kosten zu minimieren und die monetäre Buchführung für die wirtschaftliche Berechnung zu nutzen.
Klassische und orthodoxe marxistische Theoretiker bestreiten auch die Lebensfähigkeit einer gemischten Wirtschaft als Mittelweg zwischen Sozialismus und Kapitalismus. Seit der Großen Depression sind die bestehenden gemischten Volkswirtschaften in der westlichen Welt immer noch funktional kapitalistisch, weil sie auf der Grundlage der Kapitalakkumulation arbeiten.